# Navacepedilla de Corneja
Navacepedilla de Corneja település Spanyolországban, Ávila tartományban. Navacepedilla de Corneja San Martín de la Vega del Alberche, Villafranca de la Sierra, Casas del Puerto de Villatoro és Garganta del Villar községekkel határos. Lakosainak száma 100 fő (2024).

## Népesség
A település népessége az utóbbi években az alábbiak szerint változott:
| Lakosok száma | 140  | 158  | 135  | 113  | 115  | 114  | 104  | 92   | 91   | 100  |
|               | 2001 | 2004 | 2006 | 2009 | 2011 | 2014 | 2016 | 2019 | 2021 | 2024 |